# 근세

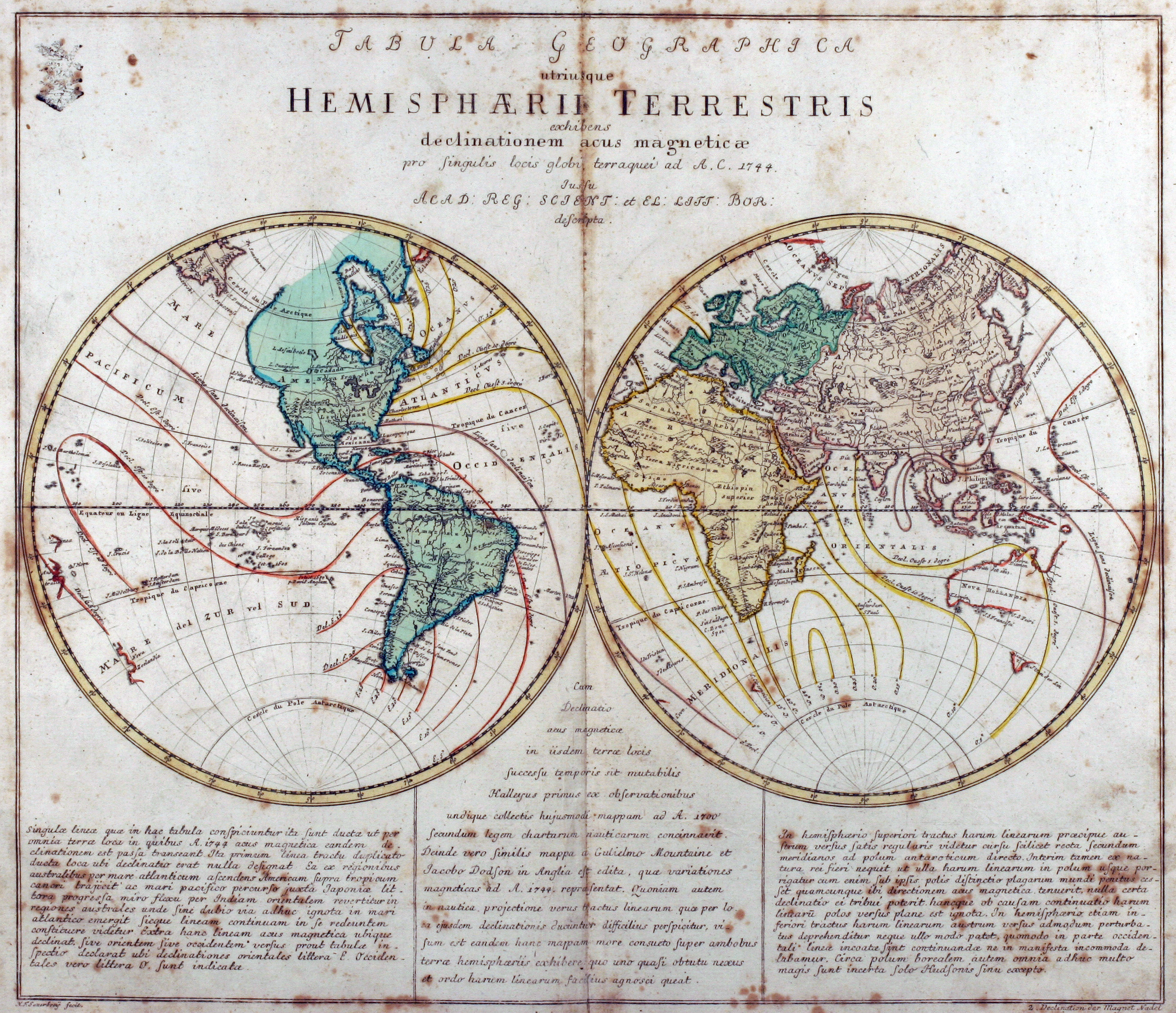

근세(近世, early modern period)는 서양의 중세와 근대 사이의 시기이다. 근대는 대개 산업 혁명부터 제1차 세계 대전까지의 기간을 가리키며, 근세는 1453년부터 산업 혁명 이전까지의 기간을 일컫는다.

## 개요
서구의 중세 봉건사회는 로마 교회의 교황을 정점으로 하는 강력한 정신적 공동체로 그 명맥을 이어왔으나 수차에 걸쳐서 감행된 십자군 원정 이래 로마 교회의 권위와 위신은 땅에 떨어지고 말았다. 또한 십자군 운동은 직접 혹은 간접으로 상업의 부활과 도시의 발달을 촉진시키는 계기가 되기도 하였다. 상업의 발달은 화폐의 통용을 가져왔고 화폐경제의 대두는 필연적으로 농업을 주로 하는 봉건사회 내부에 변화를 일으켰다. 즉 봉건 지대(地代)의 금납화(金納化) 과정이 도처에서 실시됨으로써 장원제를 서서히 해체시키는 결과를 초래했다. 한편 정치적인 측면에서 15-16세기 유럽을 개관해 보면 소위 근대적 국민국가가 탄생한 시기이기도 하다. 영국은 프랑스와의 백년전쟁을 하는 동안 싹이 튼 강렬한 민족의식을 바탕으로 국민들의 의지를 하나로 묶을 수가 있었으며, 봉건제후(封建諸侯) 사이에 벌어졌던 장미 전쟁을 계기로 왕권을 강화시키는 데 좋은 기회를 얻을 수 있었다. 그리하여 튜더 왕조가 성립되었던 것이다.
15-16세기는 정치·경제면만의 변혁기가 아니었고, 정신적으로도 커다란 혁명을 일으킨 시기이기도 하다. 서양 근대문화의 모체가 된 문예 부흥 운동은 인간의 정신활동 모든 분야에서 전개되었지만 그 중심 사상은 특히 미술과 문학에서 찾아볼 수 있다. 르네상스의 근본정신은 현세를 존중하는 인간중심적인 사고에서 찾아볼 수 있다. 이탈리아는 십자군 운동 이래 동방무역의 중심지가 되어 부의 축적과 병행하여 외부로부터 정신적인 영향을 어느 국가보다 먼저 받았으며, 14세기 중엽 이탈리아에서 르네상스 운동이 발흥하였고, 16세기 중엽까지 전성기를 구가하였다. 한편 16세기 초엽 독일에서는 인문주의자와 신학자들이 중심이 되어 중세 로마 교회의 미신적 교리와 교권에 항거하고 초대 교회의 정신으로 복귀하기 위한 개혁 운동을 전개했다. 이와 같은 개혁운동은 보헤미아의 후스, 영국의 위클리프를 거쳐 마침내 루터에 이르러 실현을 보게 되었다. 그리하여 제네바의 칼뱅과 스위스의 츠빙글리 등은 각각 타당한 명분을 내걸고 로마 교회와 대결하여 개혁운동을 촉진시켰다. 이 개혁 운동은 단순히 로마 교회에 대한 항거라는 차원에서 끝나 버린 것이 아니고 정치·경제·사회 각 방면의 개혁에도 적지 않은 공헌을 하였다
서아시아에서는 티무르(Timur)가 나타나 차가타이 한국·일 한국과 오스만 투르크를 정복한 다음 강대한 국가를 수립하였으나 얼마 안 가서 티무르는 죽고 말았다. 그의 제국도 분열되고 티무르 제국에서 벗어난 오스만 투르크는 소아시아 방면에서 강력한 신흥국가로 등장하여 소아시아 지역을 휩쓸었다. 1453년 메흐메트 2세 때에는 동로마 제국의 수도 콘스탄티노플을 공략하였다. 1000여 년간 지속되어 오던 동로마 제국도 종말을 고하고 말았다. 오스만 투르크는 세력을 계속 신장시켜 16세기 초에는 발칸반도 전역을 복속시켰다. 그래서 1517년 오스만 투르크의 술탄(Sultan, 황제)이 이슬람 세계의 칼리프로 군림하던 무렵에는 그 막강한 세력으로 서유럽을 위협함으로써 새로운 위기를 조성시켰다. 이 무렵 인도에서는 티무르 제국이 성립한 후 토후국(土侯國)으로 분열상태를 계속해 오다가 티무르의 후계인 바벨(Babel)이 델리 정권을 타도한 다음 무굴 제국을 건설하였다.
14세기 중엽부터 원조(元朝)의 정치세력이 쇠약해진 틈을 타서, 오랫동안 그 압제 하에서 신음하던 한족(漢族)은 반란을 일으켜 몽골족을 다시 사막으로 추방시키는 데 성공하였다. 명(明)은 중앙집권 국가를 수립하자 즉시 한민족(漢民族)의 중흥과 한문화의 재건에 착수하였다. 영락제는 북원의 잔존세력을 소탕하고 남방에는 정화를 파견, 명의 국위를 널리 선양하였다. 그러나 명조(明朝)도 중기에 이르자 대외적으로는 소위 북로남왜(北虜南倭)로 곤경에 빠지게 되고 대내적으로 환관의 횡포와 당파싸움에 국세는 차츰 기울어지기 시작하여 만주에서 일어난 여진족에 의해서 멸망하였다.

## 유럽의 근세

### 프랑스와 영국의 왕권 강화
백년전쟁은 그것이 단순히 왕위 계승이나 플랑드르 쟁탈을 에워싼 100년 간의 전쟁이라기보다는 오히려 프랑스 출신 영국 왕실이 프랑스 국내에 갖고 있는 봉토에 대한 지배권(知行權)을 둘러싸고 되풀이된 영국·프랑스 사이의 고질적인 분쟁의 계속에 불과하다고 말할 수 있다. 그러나 그것은 양국이 봉건제도를 극복하고 국가의 민족적 통일을 성취하는 때에 해당하며 영국·프랑스의 봉건적 제세력을 많이 동원함으로써, 특히 프랑스에 있어서는 국내 봉건 제후 내부의 투쟁이기도 하였으며, 제후의 몰락과 왕권의 신장, 국민 의식의 형성에 결정적인 역할하였다. 프랑스에서는 샤를 7세, 루이 11세, 샤를 8세에 의한 전후 재건을 통해서 왕권이 정비되었다. 영국에서 전후 또다시 제후, 기사들을 휘말아버린 30년에 걸친 내전인 장미전쟁이 일어났으며, 그 결과 등장하는 튜더 왕조의 헨리 7세에 의해 영국 절대주의가 등장하였다.

### 르네상스
영국, 프랑스에 왕권이 신장되고 있던 시대에 독일과 함께 이탈리아는 분열 상태가 계속되었고 남부에서 나폴리 왕국, 중부에서 로마 교황령, 북부에서는 십자군 이후 동방 무역으로 이익을 거둔 도시가 주변 농촌까지도 지배하에 두고 도시 국가로 번영하고 있었다. 베네치아 공화국, 제노바 공화국, 피렌체 공화국 등 북부 이탈리아의 도시 공화국을 무대로 부유한 상인층을 기수로 하여 이탈리아 르네상스가 전개되었다. 이탈리아는 당시 동방 무역을 통해서 이슬람의 문화나 고대와 고전의 학문·예술 등이 유입되고 있었으며, 고대 로마의 옛 영토로서 유적과 유물에 접하는 기회가 풍부하였다. 유럽 중세의 신에 대해 고대 그리스·로마의 인간이 대치되어 피안적(彼岸的)이 아니고 차안적(此岸的)·개인주의적이며 현실주의적인 생의 약동에 찬 문화가 시민 계급에 의해 이 곳에서 창조되기에 이르렀다. 단테는 《신곡》을 써 르네상스의 선구가 되었고, 페트라르카, 조반니 보카치오가 문학의 새로운 전기를 마련하였다. 한편 르네상스 예술은 조토 디 본도네에서 시작해 보티첼리를 거쳐 레오나르도, 라파엘로, 미켈란젤로가 출현하여 전성기를 맞이하였다. 이즈음 마키아벨리는 《군주론》을 써서 분열하고 있던 이탈리아의 통일을 호소하였다.
이탈리아 르네상스는 알프스를 넘어 북방 서구 여러 나라에 파급되고, 제각기 나라별로 독자적인 형태를 취하면서 16세기에 전성기를 맞이한다. 그러나 그것은 이탈리아의 단순한 모방 따위는 아니다. 네덜란드나 남독일과 같이 도시를 기반으로 하면서 때로는 프랑스·에스파냐·영국처럼 왕권에 의한 국가 통일을 배경으로 르네상스는 싹터 가고 있었다. 예를 들면 네덜란드의 경우와 같이 벌써 15세기 초에 반 에이크 형제에 의한 사실적인 풍경화·초상화가 뒤의 플랑드르파의 기초를 만들고 있었으며, 반대로 형제에 의해 발명되었다는 유화법은 베네치아의 화가를 통하여 이탈리아로 전해졌다. 영국에서는 위클리프의 성서 영역, 초서의 《캔터베리 이야기》를 통해서 영국 국민 문학의 토대가 마련되어 있었다. 더욱이 서구 여러 나라의 르네상스는 깊은 종교성 속에서 전개되었고, 특히 그 휴머니즘은 그리스어, 히브리어 원전(原典)에 의한 성서 연구를 통해서 종교개혁 운동으로 연결되었다.
남북 유럽을 연결시키는 상업의 중심지이며 모직물 공업이 왕성한 네덜란드에서는 농민의 생활을 밝게 묘사한 브뤼헐이나 시민의 세계를 묘사한 루벤스, 렘브란트 등이 활동하였다. 16세기 최대의 휴머니스트라고 불린 에라스무스는 신약성서를 그리스어 원전으로 연구하고 《치우신 예찬》에서 교회의 부패를 풍자했다. 독일에서 르네상스는 종교성으로 짙게 채색된다. 로이힐린, 멜란히톤의 인문주의적인 성서 연구, 뒤러의 회화가 그렇다. 프랑스에서는 궁정의 보호 아래 라블레의 《가르강튀아 이야기》나 몽테뉴의 《수상록》 등 예리한 풍자 정신으로 일관된 작품이 만들어졌다. 국가 통일과 해외의 발전을 추진하고 있었던 에스파냐에서는 세르반테스가 《돈 키호테》에서 몰락해 가는 기사계급을 풍자하며 인간을 추구한다. 절대주의 체제하의 영국에서는 토머스 모어가 《유토피아》를 썼으며, 프랜시스 베이컨이 경험론 철학의 기초를 만들어 놓았으며, 셰익스피어가 많은 걸작을 남겼다.

### 종교 개혁
독일에서는 13세기 이래 영방국가 체제가 더욱 진전되고 성속(聖俗)의 제후와 도시는 자립했으며 국내의 분열은 점점 심해져 갔다. 쇠퇴하던 교황권은 국가적 통일의 약한 부분에 기생할 수밖에 없었다. 교황 레오 10세에 의한 면죄부의 판매가 독일을 목표로 한 것도 그와 같은 사정에 의한다. 이 면죄부 판매에 반대한 루터의 95개 조항의 논제 발표(1517)와 함께 종교개혁(Reformation)이 시작되었다.  봉건사회의 해체가 늦어진 독일에서도 농민의 계층 분화가 진행되고 해방을 요구하는 농민들은 15세기 이래 농민 폭동으로 번지기 시작하였으며, 루터의 개혁에서 그들의 사회적 해방을 기대하였다. 1524년과 1525년 뮌처의 민중적인 설교를 신봉한 서남 독일의 농민들은 격렬한 농민전쟁을 전개했다. 그러나 루터에게 격려되어 태세를 정비한 제후들은 이 반란을 잔혹하게 진압하였고, 더욱이 이들은 종교개혁을 정치 대립에 이용했다. 1529년의 슈바이엘 국회에서 황제에게 항의한 루터파의 제후들은 이듬해 동맹을 맺어 황제와의 대립을 더욱 심화시켰고 슈말칼덴 전쟁을 벌였다. 1555년 아우크스부르크 화의는 제후나 도시에게 루터파 신앙을 인정함으로써 영방 지배 체제를 종교면에서 확인한 것에 불과하였으며, 독일은 결국 영방국가 체제의 강화, 따라서 국가의 분열은 더욱 심화되었다.

### 지리상의 발견
13세기에 봉건사회의 완성과 더불어 유럽 세계는 밖으로 향해서 팽창·확대를 시작했다. 동남방으로 향해서 십자군이, 서남방에는 이베리아 반도의 국토 회복이, 동방에는 동독일 식민이 있었다. 이 유럽의 팽창·확대의 전개로서, 15세기 말의 지리상의 발견을 볼 수 있다. 동방에 대한 동경에 곁들여 십자군 이래 이슬람 상인을 매개체로 한 동방 무역의 유리함에 눈뜬 유럽 여러 나라는 오스만 투르크의 발전으로 무역이 방해를 받았으므로 인도에 이르는 항로의 개발을 기도하였다. 14,15세기에 동방 무역으로 번영한 북이탈리아 도시가 아니라 이슬람과의 국토 회복 전쟁을 통해서 강력한 왕권하에 통일국가를 형성해 가고 있던 이베리아 반도의 국가인 에스파냐, 포르투갈이 지리적 위치를 이용하여 그 선두에 섰다. 헨리 항해왕 밑에서 착실하게 아프리카 서해안의 탐험을 해 나가던 포르투갈에서는 바르톨로뮤 디아스가 희망봉에 도달하였으며(1488), 그 후 1498년에 바스코 다 가마에 의해 마침내 인도에 도달했다. 에스파냐에서는 이슬람 최후의 거점인 그라나다를 함락시킨 1492년 콜럼버스가 단번에 신대륙 아메리카를 발견했다.

### 신대륙 식민
신대륙의 식민 활동은 15세기 말 콜럼버스의 신대륙 발견을 계기로 유럽의 여러 민족이 건너가, 원주민 인디언의 문명을 멸망시키고 유럽 문명과 사회를 이식시킴으로써 비롯되었다. 에스파냐는 16세기 말까지 브라질을 제외한 모든 라틴아메리카를 점령했다. 에스파냐가 식민지를 경영한 목적은 금·은의 채굴이었으며, 국왕의 직할 지배 아래 영위되었다. 네덜란드는 서인도 제도, 기아나에 식민지를 건설하고 다시 맨해턴섬과 허드슨 강변에 뉴네덜란드 식민지를 건설했다. 1621년에 서인도회사를 설립하여 무역 활동을 했다. 프랑스는 17세기에 캐나다에 진출하여 루이 14세 시대에 미시시피강 일대에 광대한 루이지애나 식민지를 건설했다. 프랑스의 식민 활동은 모피 무역과 가톨릭의 포교를 주로 한 것으로, 인구도 적은데다, 국왕의 직접 지배하에 두고 있었다. 영국의 식민 활동은 1497년 존 카보트의 북아메리카 동안(東岸), 체서피크만 부근의 탐험으로 시작되었는데, 실제의 식민 활동은 엘리자베스 1세 시대였다. 1606년 제임스 1세는 버지니아 회사(런던 회사)와 플리머스 회사에 특허장을 주어 식민과 무역에 관한 독점권을 인정했다. 버지니아 식민지가 1707년에 제임스 하구에 건설되어 태평양으로 나가는 방향이 탐색되었다. 제임스 1세의 국교 강제를 피하여, 청교도들이 종교나 정치의 자유를 찾아 북아메리카에 이주하여 뉴잉글랜드 식민지의 건설이나 가톨릭 교도의 메릴랜드나 찰스 2세의 특허장에 의한 영주(領主) 식민지인 캐롤라이나 식민지 등 1732년까지 13식민지가 건설되었다. 이들 영국 식민지는 견실한 농업 식민이 주이며, 인구도 많고 건전한 발달을 했다.

## 아시아의 근세

### 중국
약 1세기에 걸친 이민족 왕조인 원(元)의 지배하에서 정치 사회적으로 가혹한 민족 차별을 받아 왔던 한족은 14세기 중엽, 원 왕조의 내부 분열에 의한 지배력의 약화에 편승하여 민족적 반항을 개시했다. 그 반항의 중심이 된 것은 홍건군(紅巾軍)이라 자처하는 백련교도(白蓮敎徒)였는데, 이 홍건군에 참가한 빈농 출신의 주원장(朱元璋)이 마침내 두각을 나타내어 양쯔강 하류 지역의 경제력을 수중에 넣고 군웅을 굴복시켜 명나라를 건국하고 제위에 올라, 원을 북방으로 쫓아 중국을 통일했다. 그는 수도를 남경(南京)으로 정하고 정치 기구의 개혁과 농촌 대책을 강력히 추진하여 황제 독재제를 주축으로 하는 중앙집권적 지배 체제를 확립했다.
홍무제가 내정에 중점을 둔 데 반해서 적손(嫡孫)인 건문제(建文帝)를 물리치고 즉위한 영락제(永樂帝)는 수도를 북경(北京)으로 옮기고 또한 몽골 원정을 반복하고 남해 원정을 하는 등 대외 적극 정책을 취했다. 그러나 그 후의 황제에는 범용한 자와 연소자가 많아서 관료의 당쟁이나 환관의 전횡이 격심해졌다. 15세기에는 북방에서 서몽골의 오이라트가 침입하여 명 왕조에 타격을 가하고 안으로는 농민폭동인 등무칠의 난(鄧茂七의 亂)이 일어나서 사회 모순이 드러나게 되었다. 16세기가 되자 소위 북로(北虜), 남왜(南倭)의 침공이 심해져서 명은 정치적 경제적으로 기초가 흔들렸다. 이 때 장거정(張居正)이 나와 정치 개혁을 실시하여 재정을 바로잡았으나 그의 사후 다시 정치는 흔들려서 동림(東林)과 비동림의 당쟁이 격화되고 환관이 세력을 제멋대로 휘둘렀다.
한편 명대에는 사회적·경제적으로 커다란 변화가 일어났다. 명초는 자급자족의 현물경제가 중심이었으나 영락제가 북경에 천도한 데 기인한 경제적 중심(강남 지방)과 정치적 중심의 분리는 상인의 활동을 환기시켜서 차차 화폐인 은의 유통을 활발하게 했다. 이리하여 명 중엽이 되자 농민 사이에 면화와 뽕나무를 중심으로 하여 상품 작물의 재배가 보급되어 양쯔강(揚子江) 하류 삼각주 지대에는 양잠업이나 면직물업·견직물업 등의 수공업이 발달했다. 이 밖에 복건(福建)의 쪽(藍) 재배나 제당·제지업, 경덕진(景德鎭)의 도자기업, 광동(廣東)의 제철업 등 각종 수공업이 발달하였고, 명말에는 감자·옥수수·땅콩·담배 등의 재배도 시작되었다. 상품 생산이 왕성해지자 대(大)상인의 전국적 거래도 활발해져서 시장이 전국적으로 확대되었다.
한편 농민은 더욱 화폐경제에 휘말려 농민의 가내 부업으로서의 수공업은 상인의 지배를 강하게 받았다. 그러나 농촌 수공업의 전개는 그 때까지 고립 분산된 농촌 사회에 갇혀 있던 다수 하층 농민을 직접 간접으로 국내 시장에 결부시켜 자기들의 사회적 입장에 대한 자각을 눈뜨게 했다. 여기에서 새로운 농민운동이나 직공(職工)운동이 전개되었다.

### 한국의 근세
한국의 경우 조선의 건국인 1392년에서 흥선대원군 집권기인 1863년까지로 보는 견해가 있다.

### 일본
교토를 초토화한 오닌·분메이의 난이 종식한 1477년부터, 기나이는 오다씨(織田氏), 그리고 주고쿠은 모리씨(毛利氏), 도고쿠(東國)는 호조씨(北條氏)에 의해서 거의 통일되는 16세기의 70년대에 이르는 약 1세기를 센고쿠 시대라고 한다. 전반인 약 50년 간은 오닌의 난 이후 교토에서 귀국한 슈고 다이묘가 일족, 가신 및 고쿠진들과 항쟁하여 급속도로 몰락하는 과정이며, 또한 후반의 50년은 슈고 다이묘로부터 하극상에 의해서 권력을 빼앗은 신흥 센고쿠 다이묘에 의한 통일을 위한 쟁패의 과정이다. 센고쿠 시대는 일본 역사상 가장 변동이 심했던 시대의 하나인데, 이와 같은 변동은 무로마치 시대 이래 전진해온 사회의 생산력 발전에 대응할 수 없게 된 낡은 정치·경제 체제를 급속도로 붕괴시키고, 새롭고 강력한 지배체제로 재편성한다는 성격의 것이었다. 센고쿠 다이묘는 일족이나 고쿠진을 가신으로 삼고, 나아가서 촌락의 토착 무사(地侍·土豪)를 군사 조직화하여 본성(本城)－지성(支城)을 주축으로 하는 정치·군사 체제를 강화하고, 가신이나 농민·수공업자를 통제하기 위한 법을 마련했다. 또한 항상 영토 내의 생산력에 비해서 과대한 군사력을 가졌기 때문에, 대외적으로는 팽창책을 취하여, 평화적·군사적 수단에 의한 영토 확장을 계속하였다. 한편에서는 부국 강병책을 위한 영국(領國) 내의 산업 발전에 주력하여 용수(用水)나 축제(築提) 등의 토목공사와 병행하여 경지의 개발이 추진되고, 광산개발·교통제도가 정비되었다. 각지에 6재시(六齋市：월 6회의 정기 시장)가 발달하여 대체로 상·공·농업 등의 산업·경제면에서 활기가 있는 시대였다.

### 동남아시아
이 시기 포르투갈, 에스파냐가 동남아시아에 진출하였다. 한편 그들을 맞는 동남아시아의 배경은, 반도에서 안정된 정권은 타이의 아유타야 왕조였으며, 캄보디아는 이 왕조에 침식당하여 마침내 앙코르를 버리고 프놈펜에 중심을 옮겨 완전히 힘을 잃었다. 말라카 해협에는 14세기 말에 말라카 왕국이 형성되어 동남아시아에서는 최초의 이슬람교국이 되었으나 얼마 못 가서 포르투갈에 멸망하였다. 15,16세기의 도서(島嶼) 지역은 통일이 결여된 시기여서 자바 북부의 데마크나 수마트라 서북 연안의 아츄 등 항구가 번영하기 시작하였다.

## 같이 보기
- 고대
- 고대 후기
- 중세
- 근대
- 현대

## 참고 문헌
- 이 문서에는 다음커뮤니케이션(현 카카오)에서 GFDL 또는 CC-SA 라이선스로 배포한 글로벌 세계대백과사전의 내용을 기초로 작성된 글이 포함되어 있습니다.

| 이전 고전후 시대 |  | 다음 근대 |